# Martin Schongauer
Martin Schongauer (okoli 1445/1450, Colmar–2. februar 1491, Breisach), v Italiji znan kot Bel Martino in Martino d'Anversa, je bil nemški graver in slikar. Bil je najpomembnejši nemški grafik pred  Albrechtom Dürerjem.

## Življenjepis
O njegovem življenju je malo znanih podatkov. Verjetno je bil rojen okrog 1450 ali nekaj let prej v Colmarju, kjer se je v 1440-ih ustalil njegov oče, zlatar iz Augsburga. Verjetno je bil vajenec v očetovi delavnici ali pa pri Casparju Isenmannu. Potem je moral nekaj časa delati v  Pleydenwurffovi delavnici v Nürnbergu, v kateri se je zgodaj seznanil z novim naturalističnim slogom slikarstva ars nova na Nizozemskem (Jan van Eyck, Rogier van der Weyden).
Od leta 1465 je bil nekaj semestrov vpisan na Univerzi v Leipzigu. Najpozneje do 1469/70 je začel obvezno potovanje; pot ga je odpeljala v Burgundijo in na Nizozemsko. Njegova dela kažejo vplive umetnosti Rogierja van der Weydna, upodobitev Poslednje sodbe na oltarju v mestu Beaune je podobna nekaterim slikam  Dierica Boutsa in Jana van Eycka.
Leta 1470 naj bi se naselil v Colmarju. Znan je bil predvsem kot slikar. Očitno je živel sorazmerno udobno, imel je več hišnih lastnikov in ostal neporočen.
Da je imel junija 1489 priložnost potovati v Basel, dokazuje besedilo Državljan Breisacha, kamor se je zaradi velikega naročila za freske v lokalni stolnici tudi preselil.

## Pomembnost
Sodobniki so ga verjetno zaradi njegovih občutljivih slik imenovali "Martin Schön" ali " Hübsch Martin". Ohranjenih je zelo malo njegovih slik. Njegova umetniška mojstrovina iz leta 1473 je Marija v rožni uti (dominikanska cerkev, Colmar), njegova edina (neročno) datirana slika, katere najzgodnejša lokacija ni znana. To mojstrovino poznogotske Marije odlikuje velika jasnost v sestavi in izvedbi.
Razen para oltarnih kril, ki ga je daroval Jean d'Orlier za samostan in hospic svetega Antona v Isenheimu (Colmar, muzej Unterlinden), je vodil delavnico za znamenit glavni oltar dominikancev v Colmarju in nekatere manjše tabelne slike. Da ni vse naslikal lastnoročno, je vidno pri freski Poslednja sodba na notranji zahodni steni stolnice v Breisachu, ki je morda ni mogel sam končati zaradi svoje nenadne smrti.
Ne samo zaradi tehnične in umetniške kakovosti njegovih grafik, na katerih je ta tehnika razvita do popolnosti, je Schongauer eden najpomembnejših grafikov pred Albrechtom Dürerjem. Prvi je naredil veliko grafik in z njimi zelo uspel. Bil je prvi graver, njegova dela imajo  podpis: vseh 116 ohranjenih listov ima ob strani njegovi začetnici in križ s srpom. Po raziskavi je manj njegovih pripisov kot njegovih datacij in kronologij. V celotnem slogovnem razvoju je s širokih pripovednih podrobnosti prešel k večjim, resnejšim in veličastnejšim oblikam.
Schongauerjev doprsni kip, nastal po sliki, stoji v Dvorani slave (Ruhmeshalle) v Münchnu. Po njem se imenuje gimnazija v Breisachu.

## Delo

### Slike
- Sveta Barbara in druga sveta devica
- Sveta Katarina in druga sveta devica
- Kunigunda, zaročenka vojvode Otta von Wittelsbacha
- Ethisa, žena španskega kralja Ferdinanda III.
- Agnez, poročena z grofom Thuscien, nečakom papeža Inocenta III.
- Beatrice, žena cesarja Otona IV., njun zakon je preživel le štiri dni v Braunschweigu ... 1471 [3]
- Marija v rožni uti, 1473 (dominikanska cerkev, Colmar)
- Sveta družina, 1475–1480 (Dunaj, Zgodovinski muzej)
- del Marijenega oltarja – Orlierjev oltar (Colmar, muzej Unterlinden)
- Poslednja sodba, freske in poslikave iz leta 1489 (Breisach, stolnica svetega Štefana)
- Sveta družina (München, Stara pinakoteka)

- Sveta družina
- Portret mlade gospe
- Orlierjev oltar Altar

### Bakrorezi
Glavno Schongauerjevo delo so bile lepe gravure, ki jih je večinoma prodal, ne samo v Nemčiji, temveč tudi v Italiji in celo v Angliji in Španiji. Vasari je zapisal, da je Michelangelo kopiral eno od njegovih grafik v Sojenju svetemu Antonu. Njegov slog ne kaže nobenih znakov italijanskega vpliva, ampak zelo jasno in organizirano gotiko.
Njegove teme so predvsem verske, a so tudi komični prizori iz vsakdanjega življenja,  kot so na primer Kmečka družina gre na trg ali Dva vajenca se pretepata. Za 116 gravur je splošno priznano, da so bile narejene lastnoročno. Nekaj je znanih le po enem odtisu, tako da so bile njegove verjetno tudi tiste, ki so zdaj izgubljene. Veliko plošč njegovih učencev, pa tudi njegove so podpisane z M † S. Veliko je kopij, ki so jih verjetno naredili umetniki, ki nimajo povezave z njim.
Med najbolj znanimi Schongauerjevimi grafikami je serija Pasijon in Smrt in kronanje Marije, ter serija Pametne in nespametne device. Vse so izredne s svojimi miniaturnimi podobnostmi, v briljantnem slogu in s kromatično silo. Nekatere, na primer Smrt Marije in Čaščenje treh kraljev so bogat sestav številnih figur, ki imajo kljub svoji majhnosti slog.
Prostornino prikazuje s šrafuro v obeh smereh, slog, ki ga je Dürer še naprej razvijal in je bil prvi graver, ki je uporabil krivulje vzporednih črt, verjetno z vrtenjem plošče proti stoječemu rezilu. Prav tako je razvil tehniko rezila, ki dela globlje črte na plošči, kar je pomenilo, da bi se lahko bolj vtisnile, preden bi se plošča obrabila.
Po mnenju Arthurja Maygra Hinda je Schongauer eden prvih nemških graverjev, ki se je "dvignil nad gotske omejitve v prizorišču in tipu" in da je "aktualiziral idejo lepote, ki je bližje absolutnemu idealu kot zahtevi k bolj univerzalnemu spoštovanju". 
Britanski muzej in druge večje tiskarne imajo lepe zbirke Schongauerjevih grafik.
- Ecce Homo
- Sveti Anton, ki ga mučijo demoni
- Kristus na Križu
- Rojstvo Jezusa

## Izbrana dela
- Marija, angel  in dete
- Marija, detajl, Orlierjev oltar
- Čaščenje pastirjev
- Orlierjev oltar
- Noli me tangere (detajl)
- Marija in dete v vrtu
- Portret mlade ženske, okoli 1478

- Angel oznanjenja
- Grifon
- Sveti Mihael
- Oznanjenje
- Schongauerjevo Križanje.
- Ecce Homo, gravura iz Pasijona, Schongauerjeva serija
- Sveti Anton Puščavnik
- Pet nespametnih devic
- Stoječa Marija z jabolkom
- Pet pametnih devic
- Sveti Martin
- Kristus na Oljski gori
- Janez teolog
- Prva nespametna devica